# Элуру
Эллоре,Элур(у) (англ. Eluru, телугу ఏలూరు) — город в индийском штате Андхра-Прадеш. Административный центр округа Западный Годавари.

## География
Расположен в 58 км к северо-востоку от города Виджаявада, в 135 км к юго-востоку от города Кхаммам и примерно в 333 км к востоку от Хайдарабада. Средняя высота над уровнем моря — 21 метр.

## Население
Население города по данным переписи 2011 года составляет 214 414 человек; население городской агломерации по данным этой же переписи — 250 693 человека.
По данным всеиндийской переписи 2001 года, в городе проживало 189 772 человека, из которых мужчины составляли 49 %, женщины — соответственно 51 %. Уровень грамотности взрослого населения составлял 70 % (при общеиндийском показателе 59,5 %). Уровень грамотности среди мужчин составлял 75 %, среди женщин — 66 %. 10 % населения было моложе 6 лет.

## Транспорт
Через Элуру проходит национальное шоссе № 5, которое соединяет его с городами Виджаявада и Вишакхапатнам. Имеется железнодорожное сообщение. Ближайший аэропорт находится примерно в 40 км от города, близ Виджаявады.